# 圣皮埃尔-圣让
圣皮埃尔-圣让（法語：Saint-Pierre-Saint-Jean，法語發音：[sɛ̃ pjɛʁ sɛ̃ ʒɑ̃]）是法国阿尔代什省的一个市镇，位于该省南部，属于拉让蒂耶尔区。该市镇于1975年由原市镇圣皮埃尔-勒代绍斯拉（Saint-Pierre-le-Déchausselat）和圣让德普尔沙雷斯（Saint-Jean-de-Pourcharesse）合并而成。

## 地理
圣皮埃尔-圣让（44°27'27"N, 4°6'26"E）面积23.62 平方千米，位于法国奥弗涅-罗讷-阿尔卑斯大区阿尔代什省，该省份为法国东南部内陆省份，北起顺时针与卢瓦尔省、伊泽尔省、德龙省、沃克吕兹省、加尔省、洛泽尔省和上盧瓦爾省接壤。
与圣皮埃尔-圣让接壤的市镇（或旧市镇、城区）包括：尚博纳斯、福热尔、蒂讷河畔马拉尔斯、派扎克、萨布利耶尔、圣安德烈拉尚、莱萨莱勒。
圣皮埃尔-圣让的时区为UTC+01:00、UTC+02:00（夏令时）。

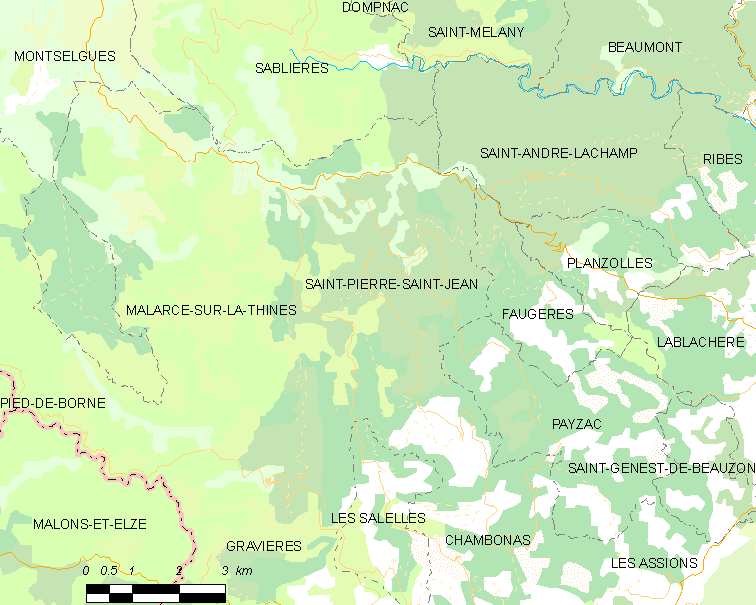
圣皮埃尔-圣让的OSM定位图

## 行政
圣皮埃尔-圣让的邮政编码为07140，INSEE市镇编码为07284。

## 政治
圣皮埃尔-圣让所属的省级选区为阿尔代什塞文县。

## 人口

1962-2008年间圣皮埃尔-圣让人口变化图示

圣皮埃尔-圣让于2022年1月1日时的人口数量为190人。